# Święcie
Święcie (dawn. Święć) – zniesiona kolonia, od 1996 w granicach wsi Bełżec w Polsce, położona w województwie lubelskim, w powiecie tomaszowskim, w gminie Bełżec. Rozpościera się wzdłuż ulicy Słonecznej, na południu Bełżca.

## Historia
Dawniej Święć stanowił część wsi Lubycza Kameralna, stanowiącej gminę jednostkową w powiecie rawskim, od 1920 w województwie lwowskim. 1 sierpnia 1934 gminę Lubycza Kameralna zniesiono i włączono do nowo utworzonej zbiorowej gminy Lubycza Królewska. 17 września 1934 utworzono gromadę (sołectwo) Lubycza Kameralna, w skład której wszedł m.in. Święć. 
Po II wojnie Święć wszedł w skład powiatu tomaszowskiego w województwie lubelskim. W związku z reformą administracyjną kraju jesienią 1954, Święć odłączono od Lubyczy Kameralnej i włączono do nowo utworzonej gromady Bełżec.
Po kolejnej reformie administracyjnej w 1973 roku Święcie odłączono ponownie od Bełżca (który wszedł w skład gminy Tomaszów Lubelski) i włączono do reaktywowanej gminy Lubycza Królewska. W latach 1975–1998 miejscowość administracyjnie należała do województwa zamojskiego. 1 stycznia 1992 w województwie zamojskim reaktywowano gminę Bełżec, w skład której weszła wieś Święcie-Kolonia, wyłączona z gminy Lubycza Królewska.
28 marca 1996 kolonię Święcie zniesiono, stając się częścią wsi Bełżec

## Religia
Wierni Kościoła rzymskokatolickiego należą do parafii Matki Bożej Królowej Polski w Bełżcu.